# Élections générales britanniques de 2015 à Édimbourg
Des élections générales britanniques ont lieu le 7 mai 2015 pour élire la 56e législature du Parlement du Royaume-Uni. Édimbourg élit 5 des 59 députés écossais.

## Sondages

### Edinburgh North and Leith
| Date             | Institut          | Con.   | Trav.  | LibDem | UKIP  | Green | SNP    | Autres | Avance |
| ---------------- | ----------------- | ------ | ------ | ------ | ----- | ----- | ------ | ------ | ------ |
| Date             | Institut          |        |        |        |       |       |        |        | Avance |
| 7 mai 2015       | Résultats en 2015 | 16,2 % | 31,3 % | 4,5 %  | 1,5 % | 5,4 % | 40,9 % | 0,2 %  | 9,6 %  |
| 14-17 avril 2015 | Ashcroft          | 14 %   | 29 %   | 6 %    | 1 %   | 6 %   | 43 %   | 0 %    | 14 %   |
| 6 mai 2010       | Résultats en 2010 | 14,9 % | 37,5 % | 33,8 % | -     | 2,2 % | 9,6 %  | 1,6 %  | 3,5 %  |

### Edinburgh South
| Date             | Institut          | Con.   | Trav.  | LibDem | UKIP  | Green | SNP    | Autres | Avance |
| ---------------- | ----------------- | ------ | ------ | ------ | ----- | ----- | ------ | ------ | ------ |
| Date             | Institut          |        |        |        |       |       |        |        | Avance |
| 7 mai 2015       | Résultats en 2015 | 17,5 % | 39,1 % | 3,7 %  | 1,2 % | 4,2 % | 33,8 % | 0,4 %  | 5,4 %  |
| 13-17 avril 2015 | Ashcroft          | 16 %   | 34 %   | 8 %    | 1 %   | 4 %   | 37 %   | 1 %    | 3 %    |
| 6 mai 2010       | Résultats en 2010 | 21,6 % | 34,7 % | 34,0 % | -     | 2 %   | 7,7 %  | -      | 0,7 %  |

### Edinburgh South West
| Date               | Institut          | Con.   | Trav.  | LibDem | UKIP  | Green | SNP    | Autres | Avance |
| ------------------ | ----------------- | ------ | ------ | ------ | ----- | ----- | ------ | ------ | ------ |
| Date               | Institut          |        |        |        |       |       |        |        | Avance |
| 7 mai 2015         | Résultats en 2015 | 20,2 % | 27,2 % | 3,7 %  | 2,1 % | 3,8 % | 43,0 % | -      | 15,8 % |
| 11-19 février 2015 | Ashcroft          | 19 %   | 27 %   | 4 %    | 2 %   | 7 %   | 40 %   | 0 %    | 13 %   |
| 6 mai 2010         | Résultats en 2010 | 24,3 % | 42,8 % | 18,0 % | -     | 1,9 % | 12,2 % | 0,8 %  | 18,6 % |

## Résultats

### Global
| Partis | Partis                  | Voix    | Voix  | Voix       | Total des sièges | Total des sièges | Total des sièges |
| Partis | Partis                  | Votes   | %     | +/−        | Sièges           | +/−              |                  |
| ------ | ----------------------- | ------- | ----- | ---------- | ---------------- | ---------------- | ---------------- |
|        | Parti national écossais | 107 132 | 41,07 | 28,64      | 4 / 5            | 4                |                  |
|        | Parti travailliste      | 71 978  | 27,59 | 9,47       | 1 / 5            | 3                |                  |
|        | Parti conservateur      | 39 850  | 15,28 | 3,87       | 0 / 5            | stagnation       |                  |
|        | Libéraux-démocrates     | 25 870  | 9,92  | 18,58      | 0 / 5            | 1                |                  |
|        | Parti vert              | 11 144  | 4,27  | 2,09       | 0 / 5            | stagnation       |                  |
|        | UKIP                    | 4 433   | 1,70  |            | 0 / 5            |                  |                  |
|        | Parti socialiste        | 197     | 0,08  | 0,06       | 0 / 5            | stagnation       |                  |
|        | Left Unity              | 122     | 0,05  |            | 0 / 5            |                  |                  |
|        | TUSC                    | 117     | 0,04  | 0,19       | 0 / 5            |                  |                  |
| Total  | Total                   | 260 843 | 100   | stagnation | 5 / 5            | stagnation       |                  |

### Par circonscription

#### Edinburgh East
| Candidats                      | Candidats                      | Partis                               | Voix   | %    | +/−  |
| ------------------------------ | ------------------------------ | ------------------------------------ | ------ | ---- | ---- |
|                                | Tommy Sheppard                 | Parti national écossais              | 23 188 | 49,2 | 28,8 |
|                                | Sheila Gilmore                 | Parti travailliste                   | 14 082 | 29,9 | 13,5 |
|                                | James McMordie                 | Parti conservateur                   | 4 670  | 9,9  | 1,0  |
|                                | Peter McColl                   | Parti vert                           | 2 809  | 6,0  | 0,9  |
|                                | Karen Utting                   | Libéraux-démocrates                  | 1 325  | 2,8  | 16,6 |
|                                | Oliver Corbishley              | UKIP                                 | 898    | 1,9  |      |
|                                | Ayesha Saleem                  | Coalition syndicaliste et socialiste | 117    | 0,2  | 0,4  |
| Total (Participation : 71,2 %) | Total (Participation : 71,2 %) | Total (Participation : 71,2 %)       | 47 089 | 100  |      |

#### Edinburgh North and Leith
| Candidats                      | Candidats                      | Partis                         | Voix   | %    | +/−  |
| ------------------------------ | ------------------------------ | ------------------------------ | ------ | ---- | ---- |
|                                | Deidre Brock                   | Parti national écossais        | 23 742 | 40,9 | 31,3 |
|                                | Mark Lazarowicz                | Parti travailliste             | 18 145 | 31,3 | 6,2  |
|                                | Iain McGill                    | Parti conservateur             | 9 378  | 16,2 | 1,2  |
|                                | Sarah Beattie-Smith            | Parti vert                     | 3 140  | 5,4  | 3,2  |
|                                | Martin Veart                   | Libéraux-démocrates            | 2 634  | 4,5  | 29,3 |
|                                | Alan Melville                  | UKIP                           | 847    | 1,5  |      |
|                                | Bruce Whitehead                | Left Unity                     | 122    | 0,2  |      |
| Total (Participation : 71,6 %) | Total (Participation : 71,6 %) | Total (Participation : 71,6 %) | 58 008 | 100  |      |

#### Edinburgh South
| Candidats                      | Candidats                      | Partis                         | Voix   | %    | +/−  |
| ------------------------------ | ------------------------------ | ------------------------------ | ------ | ---- | ---- |
|                                | Ian Murray                     | Parti travailliste             | 19 293 | 39,1 | 4,4  |
|                                | Neil Hay                       | Parti national écossais        | 16 656 | 33,8 | 26,1 |
|                                | Miles Briggs                   | Parti conservateur             | 8 626  | 17,5 | 4,1  |
|                                | Phyl Meyer                     | Parti vert                     | 2 090  | 4,2  | 2,2  |
|                                | Pramod Subbaraman              | Libéraux-démocrates            | 1 823  | 3,7  | 30,3 |
|                                | Paul Marshall                  | UKIP                           | 601    | 1,2  |      |
|                                | Colin Fox                      | Parti socialiste               | 197    | 0,4  |      |
| Total (Participation : 74,9 %) | Total (Participation : 74,9 %) | Total (Participation : 74,9 %) | 49 286 | 100  |      |

#### Edinburgh South West
| Candidats                      | Candidats                      | Partis                         | Voix   | %    | +/−  |
| ------------------------------ | ------------------------------ | ------------------------------ | ------ | ---- | ---- |
|                                | Joanna Cherry                  | Parti national écossais        | 22 168 | 43,0 | 30,8 |
|                                | Ricky Henderson                | Parti travailliste             | 14 033 | 27,2 | 15,6 |
|                                | Gordon Lindhurst               | Parti conservateur             | 10 444 | 20,2 | 4,0  |
|                                | Richard Doherty                | Parti vert                     | 1 965  | 3,8  | 1,9  |
|                                | Dan Farthing-Sykes             | Libéraux-démocrates            | 1 920  | 3,7  | 14,3 |
|                                | Richard Lucas                  | UKIP                           | 1 072  | 2,1  |      |
| Total (Participation : 71,5 %) | Total (Participation : 71,5 %) | Total (Participation : 71,5 %) | 51 602 | 100  |      |

#### Edinburgh West
| Candidats                      | Candidats                      | Partis                         | Voix   | %    | +/−  |
| ------------------------------ | ------------------------------ | ------------------------------ | ------ | ---- | ---- |
|                                | Michelle Thomson               | Parti national écossais        | 21 378 | 39,0 | 25,8 |
|                                | Mike Crockart                  | Libéraux-démocrates            | 18 168 | 33,1 | 2,8  |
|                                | Lindsay Paterson               | Parti conservateur             | 6 732  | 12,3 | 10,9 |
|                                | Cammy Day                      | Parti travailliste             | 6 425  | 11,7 | 16,0 |
|                                | Pat Black                      | Parti vert                     | 1 140  | 2,1  |      |
|                                | George Inglis                  | UKIP                           | 1 015  | 1,9  |      |
| Total (Participation : 76,5 %) | Total (Participation : 76,5 %) | Total (Participation : 76,5 %) | 54 858 | 100  |      |

### Députés élus
| Circonscription           | Député sortant | Député sortant   | Député élu | Député élu       |
| ------------------------- | -------------- | ---------------- | ---------- | ---------------- |
| Edinburgh East            |                | Sheila Gilmore   |            | Tommy Sheppard   |
| Edinburgh North and Leith |                | Mark Lazarowicz  |            | Deidre Brock     |
| Edinburgh South           |                | Ian Murray       |            | Ian Murray       |
| Edinburgh South West      |                | Alistair Darling |            | Joanna Cherry    |
| Edinburgh West            |                | Michael Crockart |            | Michelle Thomson |